# سيدني سميث (سياسي)
سيدني سميث (بالإنجليزية: Sydney Smith)‏ هو سياسي بريطاني (وحمل سابقاً جنسية المملكة المتحدة لبريطانيا العظمى وأيرلندا)، ولد في 27 أبريل 1885، وتوفي في 12 يونيو 1984. حزبياً، نشط في حزب العمال. في الانتخابات العامة في المملكة المتحدة 1945 ‏، انتخب عضو برلمان المملكة المتحدة الـ38 عن دائرة Kingston upon Hull South West (UK Parliament constituency) ‏ (5 يوليو 1945 – 3 فبراير 1950).